# Bondo jezik
Bondo jezik (bhonda bhasha, bonda, bondo-poraja, nanqa poroja, poraja katha, remo, remosum; ISO 639-3: bfw), austroazijski jezik porodice munda, kojim govori 9 000 ljudi (2002 SIL) u planinama Bondo u indijskoj državi Orissa. 
Pripada podskupini gutob-remo. Ima dva dijalekta, gorji i donji. Pismo: oriya.

## Vanjske poveznice
- Ethnologue (14th)
- Ethnologue (15th)